# Stuart, Florida
Stuart là một thành phố, và là quận lỵ của quận Martin, Florida, Hoa Kỳ. Nằm trên bờ biển Bờ biển của Florida, Stuart là thành phố lớn nhất trong bốn thành phố được thành lập trong Quận Martin. Dân số là 15.593 trong tổng điều tra năm 2010. Đây là một phần của Cảng St. Lucie, Florida Metropolitan Statistical Area.
Stuart thường được coi là một trong những thị trấn nhỏ tốt nhất để thăm viếng ở Hoa Kỳ, phần lớn là do gần sông St Lucie và đầm phá sông Anh Điêng.

## Lịch sử
Vào thế kỷ 18, một số gala lớn của Tây Ban Nha đã bị đắm ở vùng Martin County của Bờ biển Treasure của Florida. Nhiều vụ đắm tàu đã được báo cáo là kết quả của cơn bão, và các tàu chở không rõ số lượng vàng và bạc. Một số kho báu này đã được phục hồi, và sự hiện diện của nó dẫn đến tên của khu vực.
Ngôi nhà Dudley-Bessey lịch sử trên đường SW Atlanta Avenue hiện nay là văn phòng môi giới du thuyền
Vào năm 1832, tên cướp biển Pedro Gilbert, người thường sử dụng một bãi cát ngoài khơi như là một thứ thu hút những con mồi đáng ngờ, đuổi theo và bắt gặp tàu buôn Mỹ, Hoa Kỳ. Mặc dù ông cố đốt tàu và giết chết phi hành đoàn, họ vẫn sống sót để báo cáo vụ việc, cuối cùng dẫn đến việc bắt giữ và thực hiện Gilbert và thủy thủ đoàn. Quầy bar được thu hút bởi chiến lợi phẩm có tên "Gilbert's Bar" trên các bảng xếp hạng hàng hải.

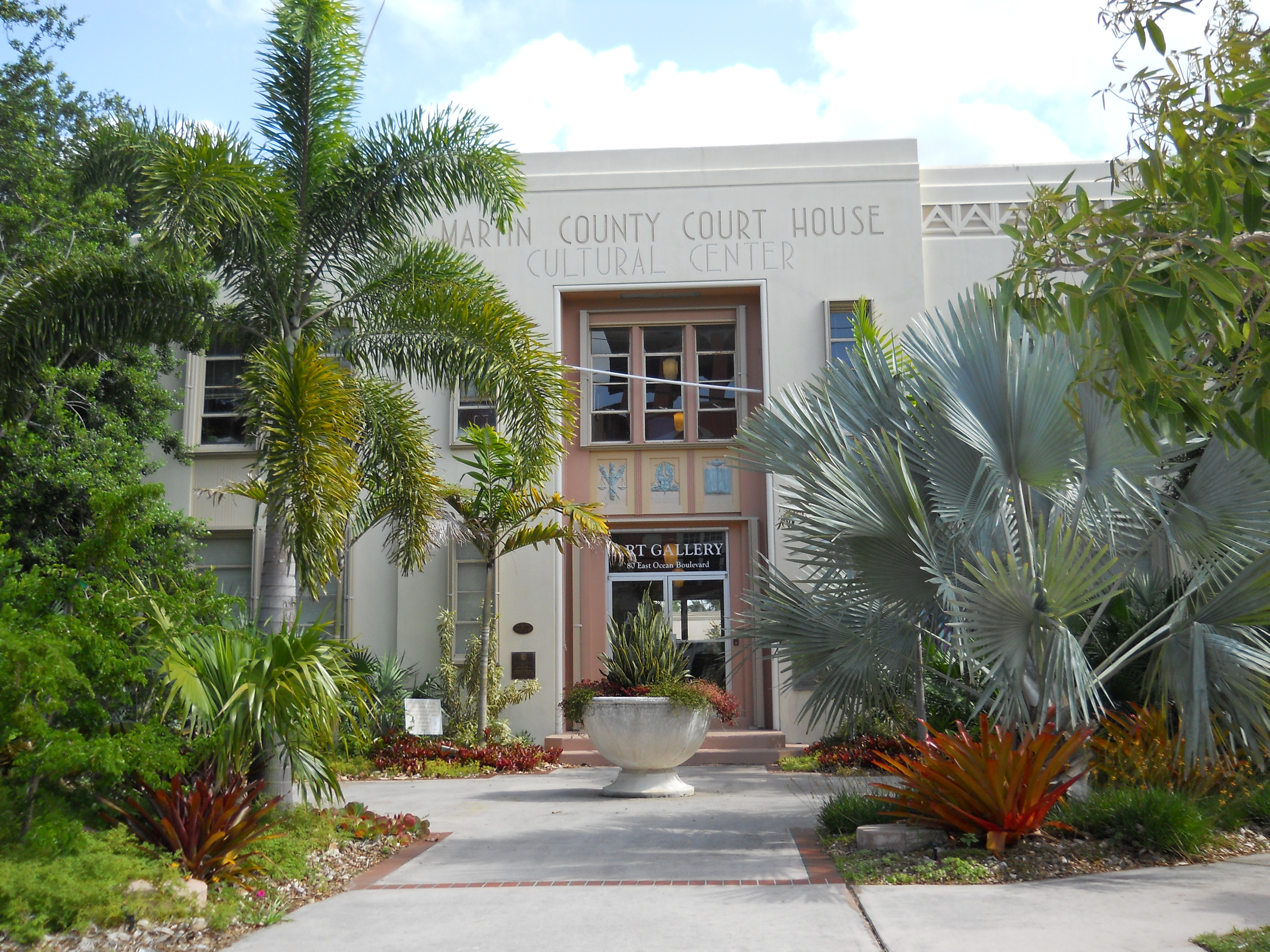
Trụ sở Tòa án Old Martin, được xây dựng năm 1937, nay là Trung tâm Văn hoá Tòa án

Vùng Bờ biển Treasure trở thành Stuart lần đầu tiên được định cư bởi những người không phải thổ dân Mỹ vào năm 1870. Năm 1875, một trạm cứu hộ Hoa Kỳ được thành lập trên đảo Hutchinson, gần Stuart. Ngày nay, nhà ga được biết đến như Nhà tù Gilbert's Bar và nằm trong Sổ địa điểm Lịch sử Quốc gia.
Đường băng sông Stuart trước khi bị thiệt hại do bão Jeanne
Từ năm 1893-1895, khu vực này được gọi là Potsdam. Tên này được Otto Stypmann, một chủ đất địa phương có nguồn gốc từ Potsdam, Đức, chọn. Stypmann, với anh trai Ernest, sở hữu mảnh đất có thể trở thành trung tâm thành phố Stuart. Potsdam được đổi tên thành Stuart vào năm 1895, sau khi thành lập tuyến đường sắt East Coast, để vinh danh Homer Hine Stuart, Jr., một chủ đất địa phương khác.
Khi Stuart được thành lập như một thị trấn vào năm 1914, nó đã được đặt tại Quận Palm Beach. Năm 1925, Stuart được thuê thành một thành phố và đặt tên cho quận hạt của quận Martin mới thành lập.
Thành phố Stuart được biết đến như là thủ phủ cá buồm của thế giới, bởi vì có nhiều cá buồm được tìm thấy trong đại dương ngoài Quận Martin.
Từ năm 1871 đến năm 2005, 19 cơn bão thông qua Stuart, bao gồm Isbell (1964), Frances (2004), Jeanne (2004) và Wilma (2005).